# Full Circle (Nadje-Noordhuis-Album)
Full Circle ist ein Jazzalbum von Nadje Noordhuis. Die 2021  im Studio East Side Sound in New York City entstandenen Aufnahmen erschienen am 9. Dezember 2022 auf dem französischen Label Newvelle Records.

## Hintergrund
Die in Australien geborene Trompeterin wird von einer Rhythmusgruppe aus Pianist Fred Hersch, Bassist Thomas Morgan und Schlagzeuger Rudy Royston begleitet. Sie hat die Musik für dieses speziell zusammengestellte Ensemble geschrieben. Full Circle ist die abschließende Veröffentlichung einer Gruppe von vier Alben, die das von Elan Mehler als künstlerischem Leiter betreute Label Newvelle Records im Herbst/Winter 2022 unter dem Titel The Renewal Collection veröffentlicht hat. Den Anfang machte Mehlers eigenes Album Song There Is a Dance, gefolgt von Michael Blakes Combobulate und Dave Liebmans Truth and Honesty.

## Titelliste
- Nadje Noordhuis: Full Circle (Newvelle Records)[2]

1. Little Song 4:53
2. Hudson 4:33
3. Northern Star 3:28
4. Entwine 6:31
5. Full Circle 5:59
6. Ventura 4:43
7. Braidwood 5:52
8. Nebula 3:03
9. The Closer (Bonus track) 4:22

Die Kompositionen stammen von Nadje Noordhuis.

## Rezeption
„In dieser Musik steckt ein sehr klarer Standpunkt“, schrieb Elan Mehler in den Liner Notes. „Es gibt eine sehr klare Sichtweise in dieser Musik. Eine Perspektive, die hart erarbeitet, aber keineswegs abgestumpft ist. [Sie ist] erfüllt von dem Wissen, dass alles gut wird. Wenn wir der Welt Schönheit bringen, wird die Welt kommen und sie begrüßen.“

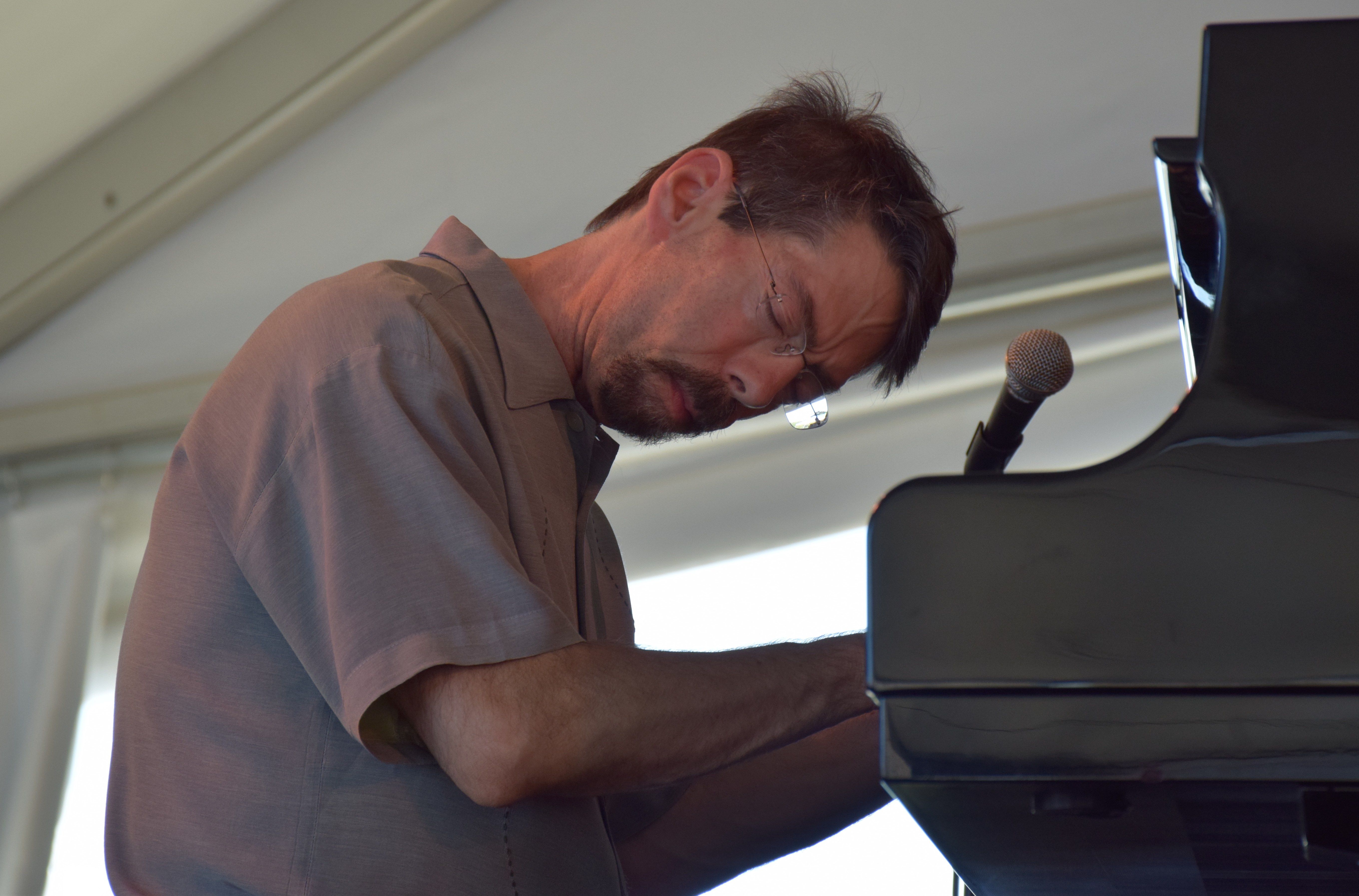
Fred Hersch beim Newport Jazz Festival 2015

Nach Ansicht von Chris May, der das Album in All About Jazz rezensierte, ist das Album im Zusammenhang mit Noordhuis’ Kampf als Frau, als Blechbläserin akzeptiert zu werden, und der Tatsache, dass ihr Aha-Moment in Bezug auf die Wahl des Instruments ein Jahr nach ihrer Zeit am College in Melbourne kam, als sie wurde mit der Transkription von „Kind Folk“ aus Kenny Wheelers Angel Song (ECM, 1998) beauftragt wurde. In der Tat gebe es hier ein weiteres sensationelles kleines Meisterwerk, das neben Wheelers eingeordnet werden könne.
Bereits vom ersten Ton an überzeuge Nadje Noordhuis mit dem Klang ihrer Weichzeichnungen, meinte Ferdinand Dupuis-Panther (JazzHalo). Dabei drängen sich auch Anmutungen barocker Musik auf, ohne dass man nun gleich Händel im Sinn haben sollte. Es sei vor allem die Schönheit der Melodie, die die Trompeterin im Sinn habe und umsetze. Die Leichtigkeit sei bestechend, wenn man „Little Song“ hört. Nun sei es nicht so, dass die Trompeterin das Stück mit ihrer Stimmfärbung dominiere; auch ihre Bandmitglieder, vor allem Fred Hersch am Piano, würden Raum der Entfaltung erhalten. Dabei folge Hersch mit seinen Akzentuierungen dem gleichsam dahin schwebenden Klang der Trompete, zeige mit kleinen Kaskadierungen und gezielt gesetzten Akzentuierungen „Kontrapunkte“ zur Leichtigkeit des Trompetenklangs.
Jim Hynes schrieb in Making a Scene, Nadje Noordhuis würde auf Full Circle ein erstklassiges Quartett leiten; dies sei ein sehr lyrisches Album, auf dem Noordhuis sowohl Trompete als auch Flügelhorn mit einem breiten, offenen Ton spiele. Dabei erreiche sie vor allem auf dem Flügelhorn die Tonwärme von Franco Ambrosetti oder Enrico Rava. Ihr Trompetenspiel halte sich wiederum von Hard Bop und dem gedämpften Stil von Miles Davis fern, auch wenn sie konsequent in eine melodische Richtung weise, wie das eröffnende „Little Star“ zeige.